# Frôlois
Frôlois é uma comuna francesa na região administrativa da Borgonha-Franco-Condado, no departamento de Côte-d'Or. Estende-se por uma área de 34,29 km². Em 2010 a comuna tinha 163 habitantes (densidade: 4,8 hab./km²).